# Kotlovina
Kotlovina – tradycyjne danie główne kuchni chorwackiej z Zagorja oraz Međimurja i Podrawia. Jest jednym z najpopularniejszych dań lokalnych kontynentalnej Chorwacji.
Potrawę przygotowuje się z różnych gatunków mięsa (np. lokalnej świni turopoljskiej), kiełbas i warzyw. Składniki gotowane są na dużym, płytkim, metalowym talerzu, umieszczonym nad otwartym ogniem, np. grillem. Z uwagi na swoją specyfikę kotlovina jest zazwyczaj przyrządzana na zewnątrz domostwa, w ogrodach, czy na podwórzach. Przepis jest zróżnicowany zależnie od gospodarstwa domowego, jednak z reguły mięso jest doprawiane solą, pieprzem i olejem. Serwuje się je zazwyczaj z pieczonymi ziemniakami i świeżą sałatką.